# 林菀
林菀（又名林芮西、林琳奇，1986年—），出生在陕西西安，内地演员，主持人，模特。曾獲得2007 CCTV模特大赛季军、2008 CCTV6爱电影“从北京到首尔”影视模特大赛冠军。2010年，林菀出演喜剧电影《你是哪里人》。